# Equipo Euskaltel-Euskadi
El Euskaltel-Euskadi (código UCI: EUS) es un equipo ciclista español de categoría UCI ProTeam. La formación pertenece a la Fundación Euskadi que preside el ciclista español Mikel Landa. Participa en las divisiones de ciclismo de ruta UCI ProSeries, y los Circuitos Continentales UCI, corriendo asimismo en aquellas carreras del circuito UCI WorldTour a las que es invitado.

## Función como filial de la Fundación Euskadi
La escuadra fue uno de los tres equipos de la Fundación Euskadi. El primer equipo fue Euskaltel-Euskadi, de categoría UCI WorldTeam, y contaba con dos equipos filiales: el también profesional Euskadi (de categoría Continental, tercera división), que tras la desaparición del Euskaltel-Euskadi se convirtió en el primer equipo, y EDP (amateur).
En esa jerarquía, la principal labor del conjunto alavés es formar ciclistas procedentes de juveniles durante su paso por el campo aficionado antes de su paso al profesionalismo. Este sistema permite asimismo a la Fundación tener bajo contrato a las jóvenes promesas ya desde su primer año como aficionados, y de hecho algunos de ellos llegan ya como becados desde su paso por juveniles. Dado que su principal objetivo es formar corredores para el primer equipo, la escuadra restringe su plantilla a ciclistas sub-23.
La evolución natural es que los ciclistas más destacados del Naturgas Energía pasen por el equipo Orbea Continental para debutar como profesionales y continuar su preparación dentro de los Circuitos Continentales UCI. Los mejor preparados llegarán a dar el salto al primer equipo, el Euskaltel-Euskadi, para estrenarse en el UCI WorldTour que engloba las principales carreras del ciclismo profesional.

## Historia

### Origen y creación
La Fundación Euskadi y su equipo profesional Euskaltel-Euskadi contaron con una histórica relación con el equipo amateur vizcaíno Olarra/Orbea, ejerciendo de facto como su filial en el campo aficionado. Entre los corredores que tras pasar por dicho conjunto pasaron a ser profesionales con Euskaltel-Euskadi estuvo Igor Antón.
En 2005, con la reordenación global puesta en marcha por la UCI, los equipos ciclistas profesionales fueron clasificados en tres categorías, de mayor a menor: ProTour, Profesional Continental y Continental. Euskaltel-Euskadi fue incluido en la primera división, y la Fundación impulsó que Orbea pasara de ser un equipo amateur a convertirse en un equipo profesional de categoría Continental (tercera división). Con esa medida el equipo quedó sin un filial claro en el campo aficionado, hueco que fue ocupado por los llamados equipos convenidos, cuyos ciclistas tenían prioridad a la hora de pasar a profesionales con Euskaltel-Euskadi u Orbea.
Por esos años el ciclismo amateur vasco-navarro no tenía ningún equipo alavés tras la desaparición del Ruta Europa, siendo todos ellos vizcaínos, guipuzcoanos o navarros. Ante esa situación en 2008 Miguel Madariaga, presidente de la Fundación Euskadi y mánager general de Euskaltel-Euskadi, decidió crear un nuevo equipo aficionado alavés que estuviera directamente gestionado por la Fundación. Dicho proyecto contó con el apoyo económico de la empresa Naturgas Energía, cuyo nombre fue adoptado como denominación oficial de la nueva escuadra, así como de la Diputación Foral de Álava.
Para 2020 el equipo asciende a la categoría UCI ProTeam compitiendo bajo el nombre el nombre de Fundación-Orbea.

### Azules con Alex Díaz
El nuevo conjunto alavés debutó con un maillot azul, en consonancia con el color corporativo de su patrocinador Naturgas. Alex Díaz fue designado como el director de la nueva escuadra.

#### 2008
En 2008 el equipo conquistó nueve triunfos parciales y diez por equipos. Ascendió al campo profesional a cuatro corredores: Eneko Echeverz, Mikel Ilundain, Ricardo García e Ibon Lavín, todos ellos al siguiente equipo de la Fundación Euskadi, el Orbea de categoría Continental.

#### 2009
En 2009, el equipo siguió con la misma tónica y el mismo director de equipo. Consiguieron el Campeonato de Euskadi sub-23 con Xabier Zabalo. Para la siguiente temporada pasaron a Orbea Noel Martín, Mikel Landa, Xabier Zabalo y Jon Aberasturi. También subió el director deportivo Alex Díaz.

### Rojos con Arberas y Urretxua
Para la nueva temporada llegaron Aritz Arberas como director e Iñigo Urretxua como adjunto y preparador físico. El equipo cambió asimismo el diseño de su maillot, que pasó a ser rojo por deseo del patrocinador Naturgas.

#### 2010
En 2010 su corredor Pello Bilbao ganó el Trofeo sub-23. Aitor Ocampos tuvo una destacada actuación en los Tres Días de Álava; el hecho de ser el mejor vasco hizo que la Fundación Euskadi le premiara a en octubre con la posibilidad de debutar como profesional en el Cinturó de l'Empordá dentro de las filas del Orbea.
Al término de la temporada pasaron a ser profesionales con Orbea los ciclistas Pello Bilbao y Mikel Bizkarra, que se sumaron así a Ocampos.

#### 2011
2011 empezó con la noticia de que Mikel Landa (desde el principio de temporada) y Pello Bilbao (desde marzo) se convertían en los primeros exciclistas de Naturgas Energía que llegaban al Euskaltel-Euskadi de categoría ProTour. Mikel Landa se convierte en el primer corredor que completa la formación e ingresa en el Euskaltel-Euskadi. Este año pasarán de Naturgas Energía a Orbea, .

### Colaboración con Cofidis
Tras la desaparición del Euskadi en 2015 la Fundación Euskadi se quedó sin ningún equipo vinculado en categoría profesional. Para paliar ese déficit la Fundación Euskadi firmó un acuerdo de colaboración con el equipo francés del Cofidis, Solutions Crédits de categoría Profesional Continental para poder facilitar el acceso al profesionalismo desde este equipo.

## Corredor mejor clasificado en las Grandes Vueltas
| Año  | Giro de Italia | Tour de Francia | Vuelta a España      |
| ---- | -------------- | --------------- | -------------------- |
| 2018 | -              | -               | -                    |
| 2019 | -              | -               | -                    |
| 2018 | -              | -               | -                    |
| 2021 | -              | -               | 30.º Luis Ángel Maté |
| 2022 | -              | -               | 28.º Mikel Bizkarra  |
| 2023 | -              | -               | -                    |
| 2024 | -              | -               | 26.º Mikel Bizkarra  |

## Clasificaciones UCI
A partir de 2005 la UCI instauró los Circuitos Continentales UCI, donde el equipo está desde que pasó a ser equipo UCI en 2018, registrado dentro del UCI Europe Tour.

### UCI Europe Tour
| Temporada | Clasificación por equipos | Mejor corredor           | Puesto |
| 2018      | 95.º                      | Juan Antonio López-Cózar | 701.º  |
| 2019      | 52.º                      | Unai Cuadrado            | 685.º  |
| 2020      | 23.º                      | Rubén Fernández          | 153.º  |
| 2021      | 18.º                      | Gotzon Martín            | 287.º  |
| 2022      | 36.º                      | Mikel Bizkarra           | 333.º  |
| 2023      | 12.º                      | Carlos Canal             | 304.º  |

## Palmarés
Para años anteriores véase: Palmarés del Euskaltel-Euskadi.

### Palmarés 2025

#### UCI WorldTour
| Fechas | Carreras | Ganador |

#### UCI ProSeries
| Fechas | Carreras | Ganador |

#### Circuitos Continentales UCI
| Fechas      | Circuito             | Carreras                                                          | Ganador        |
| 20 de marzo | UCI Asia Tour 2025   | 5.ª etapa del Tour de Taiwán                                      | Paul Hennequin |
| 24 de mayo  | UCI Europe Tour 2025 | 2.ª etapa del Gran Premio de Fronteras y la Sierra de la Estrella | Jordi López    |

#### Campeonatos nacionales
| Fechas      | Carreras                      | Ganador     |
| 29 de junio | Campeonato de Hungría en Ruta | Márton Dina |

## Plantilla
Para años anteriores, véase Plantillas del Euskaltel-Euskadi

### Plantilla 2025
| Nombre                   | Nacimiento | Nacionalidad | Equipo 2024                   |
| Jon Aberasturi           | 28/03/1989 | España       | Euskaltel-Euskadi             |
| Jon Agirre               | 10/09/1997 | España       | Equipo Kern Pharma            |
| Nicolás Alustiza         | 04/01/2003 | España       | Euskaltel-Euskadi             |
| Xabier Berasategi        | 04/08/2000 | España       | Euskaltel-Euskadi             |
| Mikel Bizkarra           | 21/08/1989 | España       | Euskaltel-Euskadi             |
| Iker Bonillo             | 09/07/2003 | España       | Euskaltel-Euskadi             |
| Víctor de la Parte       | 22/06/1986 | España       | Euskaltel-Euskadi             |
| David Dekker             | 02/02/1998 | Países Bajos | Arkéa-B&B Hotels              |
| Márton Dina              | 11/04/1996 | Hungría      | ATT Investments               |
| Ander Ganzabal           | 25/01/2000 | España       | Euskaltel-Euskadi (stagiaire) |
| Paul Hennequin           | 09/12/2002 | Francia      | Nice Métropole Côte d'Azur    |
| Xabier Isasa             | 24/08/2001 | España       | Euskaltel-Euskadi             |
| Txomin Juaristi          | 20/07/1995 | España       | Euskaltel-Euskadi             |
| Andoni López de Abetxuko | 03/08/1999 | España       | Euskaltel-Euskadi             |
| Jordi López              | 14/08/1998 | España       | Equipo Kern Pharma            |
| Gotzon Martín            | 15/02/1996 | España       | Euskaltel-Euskadi             |
| Iker Mintegi             | 15/11/2002 | España       | Euskaltel-Euskadi             |
| Jokin Murguialday        | 19/03/2000 | España       | Caja Rural-Seguros RGA        |
| Louis Sutton             | 27/05/2002 | Reino Unido  | Neo (AVC Aix-en-Provence)     |
| Danny van der Tuuk       | 05/11/1999 | Polonia      | Equipo Kern Pharma            |
| Unai Zubeldia            | 07/07/2003 | España       | Euskaltel-Euskadi             |

1. ↑  Hasta el 7 de marzo.

Stagiaires

Desde el 1 de agosto, los siguientes corredores pasaron a formar parte del equipo como stagiaires (aprendices a prueba).
| Corredor          | Nacimiento | Nacionalidad | Equipo 2025                |
| ----------------- | ---------- | ------------ | -------------------------- |
| Aitor Agirre      | 05/04/2003 | España       | Fundación Ciclista Euskadi |
| Gari Ugarte       | 02/06/2005 | España       | Fundación Ciclista Euskadi |
| Axel van der Tuuk | 25/05/2001 | Países Bajos | Metec-SOLARWATT p/b Mantel |